# Paraborhyaena
Paraborhyaena boliviana is een uitgestorven buideldierachtige behorend tot de familie Proborhyaenidae van de Sparassodonta. Het was een carnivoor en Paraborhyaena leefde tijdens het Oligoceen in Zuid-Amerika.

## Fossiele vondsten
De fossiele resten van Paraborhyaena zijn gevonden in de afzettingen van Salla in Bolivia. De vondsten dateren van 27 tot 26 miljoen jaar geleden tijdens de South American Land Mammal Age Deseadan in het Oligoceen.

## Kenmerken
Paraborhyaena was een van de grootste buideldierachtige roofdieren ooit. Dit dier had het formaat van een Amerikaanse zwarte beer met een kopromplengte van ongeveer anderhalve meter en een geschat gewicht van 100 tot 125 kilogram. De schedel is ongeveer 40 centimeter lang. Paraborhyaena had een robuuste kop met een korte snuit. In tegenstelling tot bij de borhyaena's groeiden de grote hoektanden van Paraborhyaena het hele leven door. De kiezen waren geschikt voor het scheuren van vlees. Paraborhyaena was een op de grond levende carnivoor en het jaagde op middelgrote zoogdieren, zoals typotheriërs.